# Strive to Survive Causing the Least Suffering Possible
Strive To Survive Causing Least Suffering Possible — дебютный студийный альбом британской анархо-панк-группы Flux of Pink Indians, выпущенный в 1982 году записывающей компанией Spiderleg Records. В том же 1982 году альбом Strive To Survive Causing Least Suffering Possible вышел на One Little Indian Records.

## Об альбоме
5 февраля 1983 года альбом Strive To Survive Causing Least Suffering Possible возглавил UK Indie Charts. Он оставался в Top 30 в общей сложности 11 недель.

### Отзывы критики
Как отмечал Trouser Press, Flux of Pink Indians всегда отличались впечатляющим набором сопутствующих продуктов; к Strive To Survive Causing Least Suffering Possible прилагался 12-страничный буклет. Альбом по своей эстетике являет собой нечто военизированное; «немелодичный вокал напоминает рявканье командира на плацу», — отмечали рецензенты; «как и графика, музыка группы носит отчётливо чёрно-белый характер». Альбом, соединивший Crass-тематику с шумовым хардкор-панком,
характеризовался как «один из самых грубых, прямолинейных анархо-панк-альбомов в истории».

## Список композиций
| 1. Song For Them 2. Charity Hilarity 3. Some Of Us Scream, Some Of Us Shout 4. Take Heed 5. TV Dinners 6. Tapioca Sunrise 7. Progress 8. They Lie, We Die 9. Blinded By Science 10. Myxomatosis 11. Is There Anybody There? 12. The Fun Is Over | В CD-версию альбома, выпущенного в 2008 году лейблом Let Them Eat Vinyl Records, вошёл материал дебютного Neu Smell EP (1981) — все его треки, но в изменённой последовательности. |  |